# Les Tres Torres (métro de Barcelone)
Les Tres Torres est une station de la ligne 6 du métro de Barcelone.

## Situation sur le réseau
La station se situe sous l'avenue Auguste (Vía Augusta), sur le territoire de la commune de Barcelone, dans le district de Sarrià-Sant Gervasi. Elle s'intercale entre les stations Sarrià — terminus de la ligne 6 — et La Bonanova de la ligne Barcelone - Vallès des Chemins de fer de la généralité de Catalogne (FGC).

## Histoire
La station ouvre au public le 17 décembre 1906. La station actuelle est inaugurée le 12 mai 1952, à la suite de l'enfouissement de la ligne entre Sant Gervasi et Sarrià.

## Services aux voyageurs

### Accès et accueil
La gare dispose de deux voies et deux quais latéraux, qui ne sont pas reliés entre eux à l'intérieur de la station, en raison de la faible profondeur de celle-ci. Chaque quai dispose d'un escalier qui donne sur la voie publique.

### Intermodalité
La station permet la correspondance avec les lignes suburbaines de l'infrastructure Barcelone - Vallès.